# IPv6
网际协议第6版（英語：Internet Protocol version 6，縮寫：IPv6）是网际协议的最新版本，用作互联网的協議。用它来取代IPv4主要是为了解决IPv4地址枯竭问题，同时它也在其他方面对于IPv4有许多改进。
IPv6的设计目的是取代IPv4，然而长期以来IPv4在互联网流量中仍佔据主要地位，IPv6的使用增长缓慢。在2022年4月，通过IPv6使用Google服务的用户百分率首次超过40%。

## 背景與目標
现今的網際網路发展蓬勃，截至2018年1月，全球上網人數已達40.21億，IPv4僅能提供約42.9億個IP位置。雖然目前的网络地址转换及无类别域间路由等技術可延緩網路位置匱乏之現象，但為求解決根本問題，從1990年開始，互联网工程工作小组開始規劃IPv4的下一代協定，除要解決即將遇到的IP位址短缺問題外，還要發展更多的擴充功能，為此IETF小組創建IPng，以讓後續工作順利進行。1994年，各IPng領域的代表們於多倫多舉辦的IETF會議中，正式提議IPv6發展計劃，該提議直到同年的11月17日才被認可，並於1996年8月10日成為IETF的草案標準，最終IPv6在1998年12月由互联网工程工作小组以互聯網標準規範（RFC 2460，在2017年7月被RFC 8200替代）的方式正式公佈。
IPv6的計劃是建立未來網際網路擴充的基礎，其目標是取代IPv4，雖然IPv6在1994年就已被IETF指定作為IPv4的下一代標準，由於早期的路由器、防火牆、企業的企业资源计划系統及相關應用程式皆須改寫，所以在世界範圍內使用IPv6部署的公眾網與IPv4相比還非常的少，技術上仍以雙架構並存居多。預計在2025年以前IPv4仍會被支持，以便給新協議的修正留下足夠的時間。

## 与IPv4比较
在Internet上，数据以分组的形式传输。IPv6定义了一种新的分组格式，目的是为了最小化路由器处理的訊息標頭。由于IPv4訊息和IPv6訊息標頭有很大不同，因此这两种协议无法互操作。但是在大多数情况下，IPv6仅仅是对IPv4的一种保守擴展。除了嵌入了互联网地址的那些应用協議（如FTP和NTPv3，新地址格式可能会与当前协议的语法冲突）以外，大多数传输层和应用层协议几乎不怎么需要修改就可以在IPv6上運行。

### 无状态地址自动配置（SLAAC）
当连接到IPv6网络上时，IPv6主机可以使用邻居发现协议对自身进行自动配置。当第一次连接到网络上时，主机发送一个链路本地路由器请求（solicitation）多播请求来获取配置参数。路由器使用包含Internet层配置参数的路由器宣告（advertisement）报文进行回应。
在不适合使用IPv6无状态地址自动配置的场景下，网络可以使用有状态配置（DHCPv6），或者使用静态方法手动配置。

## IPv6编码
IPv6具有比IPv4大得多的编码地址空間。這是因為IPv6採用128位元的地址，而IPv4使用的是32位元。因此新增的地址空間支持2128（約3.4×1038）個位址，具体数量为340,282,366,920,938,463,463,374,607,431,768,211,456 个，也可以說成1632個，因為每4位地址（128位分为32段，每段4位）可以取24=16個不同的值。
網絡地址轉換是目前減緩IPv4地址耗盡最有效的方式，而IPv6的地址消除了對它的依賴，被認為足夠在可以預測的未來使用。就以地球人口70億人計算，每人平均可分得約4.86×1028（486117667×1020）個IPv6位址。
從IPv4到IPv6最顯著的變化就是網絡地址的長度。RFC 2373和RFC 2374定義的IPv6地址有128位長；IPv6地址的表達形式一般採用32個十六進制數。
在很多場合，IPv6地址由兩個邏輯部分組成：一個64位的網絡前綴和一個64位的主機地址，主機地址通常根據物理地址自動生成，叫做EUI-64（或者64-位擴展唯一標識）。

## IPv6格式
IPv6二進位制下為128位元長度，以16位元為一組，每組以冒號「:」隔開，可以分為8組，每組以4位十六進制方式表示。例如：2001:0db8:86a3:08d3:1319:8a2e:0370:7344 是一個合法的IPv6位址。类似于IPv4的点分十进制，同样也存在点分十六进制的写法，将8组16位十六进制地址的冒号去除后，每位以点号“.”分组，例如：2001:0db8:85a3:08d3:1319:8a2e:0370:7344则记为2.0.0.1.0.d.b.8.8.5.a.3.0.8.d.3.1.3.1.9.8.a.2.e.0.3.7.0.7.3.4.4，其倒序写法用于ip6.arpa子域名记录IPv6地址与域名的映射。
同時IPv6在某些條件下可以省略：
1. 每項數字前導的0可以省略，省略後前導數字仍是0則繼續，例如下組IPv6是等價的。
2001:0db8:02de:0000:0000:0000:0000:0e13
2001:db8:2de:0000:0000:0000:0000:e13
2001:db8:2de:000:000:000:000:e13
2001:db8:2de:00:00:00:00:e13
2001:db8:2de:0:0:0:0:e13
2. 可以用雙冒號「::」表示一組0或多組連續的0，但只能出現一次：
  1. 如果四組數字都是零，可以被省略。遵照以上省略規則，下面這兩組IPv6都是相等的。
    - 2001:db8:2de:0:0:0:0:e13

2001:db8:2de::e13
    - 2001:0db8:0000:0000:0000:0000:1428:57ab

2001:0db8:0000:0000:0000::1428:57ab
2001:0db8:0:0:0:0:1428:57ab
2001:0db8:0::0:1428:57ab
2001:0db8::1428:57ab
  2. 2001::25de::cade 是非法的，因為雙冒號出現了兩次。它有可能是下種情形之一，造成無法推斷。
    - 2001:0000:0000:0000:0000:25de:0000:cade
    - 2001:0000:0000:0000:25de:0000:0000:cade
    - 2001:0000:0000:25de:0000:0000:0000:cade
    - 2001:0000:25de:0000:0000:0000:0000:cade

  3. 如果這個位址實際上是IPv4的位址，後32位元可以用IPv4的点分十进制方式表示；因此::ffff:192.168.89.9 相等於::ffff:c0a8:5909。这种地址格式叫做IPv4映射位址。

由于同一非全局地址可能在同一范围的多个区域中使用（例如，在两条独立的物理链路中使用链路本地地址 fe80::1），而且一个节点可能连接到同一范围的不同区域的接口（例如，一个路由器通常有多个接口连接到不同的链路）。IPv6新增了区域ID（Zone ID）加以区分，或称作用域ID（Scope ID）。作用域ID仅用于本地链接，使用百分号追加在地址后面。其内容特定于操作系统，例如Windows使用数字 fe80::2%3 ，Linux使用网卡名字 fe80::2%eth0 。在URI中使用时，百分号需要进行编码，例如 fe80::a%en1 应显示为 http://[fe80::a%25en1] 。

### IPv6位址的分類
IPv6位址可分為三種：
單播（unicast）位址
單播位址標示一個網路介面。协议會把送往位址的封包送往給其介面。IPv6的單播位址可以有一個代表特殊位址名字的範疇，如链路本地位址（link local address）和唯一區域位址（ULA，unique local address）。單播地址包括可聚類的全球單播地址(地址範圍為16進位：2000~3fff 開頭)、鏈路本地地址(地址為fe80開頭)等。
任播（anycast）位址
任播像是Unicast（單點傳播）與Broadcast（多點廣播）的綜合。單點廣播在來源和目的地間直接進行通訊；多點廣播存在於單一來源和多個目的地進行通訊。
而Anycast則在以上兩者之間，它像多點廣播（Broadcast）一樣，會有一組接收節點的位址列表，但指定為Anycast的封包，只會傳送給距離最近或傳送成本最低（根據路由表來判斷）的其中一個接收位址，當該接收位址收到封包並進行回應，且加入後續的傳輸。該接收列表的其他節點，會知道某個節點位址已經回應了，它們就不再加入後續的傳輸作業。
以目前的應用為例，Anycast位址只能分配給中间设备（如路由器、三层交换机等），不能分配给终端设备（手机、电脑等），而且不能作為發送端的位址。
多播（multicast）位址
多播地址也稱組播地址。多播位址也被指定到一群不同的介面，送到多播位址的封包會被傳送到所有的位址。多播位址由皆為一的位元組起始，亦即：它們的前置為FF00::/8。其第二個位元組的最後四個位元用以標明"範疇"。
一般有node-local(0x1)、link-local(0x2)、site-local(0x5)、organization-local(0x8)和global(0xE)。多播位址中的最低112位元會組成多播群組識別碼，不過因為傳統方法是從MAC位址產生，故只有群組識別碼中的最低32位元有使用。定義過的群組識別碼有用於所有節點的多播位址0x1和用於所有路由器的0x2。
另一個多播群組的位址為"solicited-node多播位址"，是由前置FF02::1:FF00:0/104和剩餘的群組識別碼（最低24位元）所組成。這些位址允許經由鄰居發現協議（NDP，Neighbor Discovery Protocol）來解譯連結層位址，因而不用干擾到在區網內的所有節點。

### 特殊位址
IANA維護官方的IPv6位址空間列表。全域的單播位址的分配可在各个区域互联网注册管理机构或 GRH DFP 頁面找到。
IPv6中有些位址是有特殊含义的：
未指定位址
- ::/128－所有位元皆為零的位址稱作未指定位址。這個位址不可指定給某個網路介面，並且只有在主機尚未知道其來源IP時，才會用於軟體中。路由器不可轉送包含未指定位址的封包。

链路本地位址
- ::1/128－是一種單播繞回位址。如果一個應用程式將封包送到此位址，IPv6堆疊會轉送這些封包繞回到同樣的虛擬介面（相當於IPv4中的127.0.0.1/8）。
- fe80::/10－這些链路本地位址指明，這些位址只在區域連線中是合法的，這有點類似於IPv4中的169.254.0.0/16。

唯一区域地址
- fc00::/7－唯一區域位址（ULA，unique local address）只可用於本地通訊，類似於IPv4的专用网络位址10.0.0.0/8、172.16.0.0/12和192.168.0.0/16。這定義在RFC 4193中，是用來取代站点本地位域。這位址包含一個40位元的偽隨機數，以減少當網站合併或封包誤傳到網路時碰撞的風險。這些位址除了只能用於區域外，還具備全域性的範疇，這點違反了唯一區域位域所取代的站点本地位址的定義。

多播位址
- ff00::/8－這個前置表明定義在"IP Version 6 Addressing Architecture"（RFC 4291）中的多播位址[12]。其中，有些位址已用於指定特殊協議，如ff0X::101对应所有區域的NTP伺服器（RFC 2375）。

请求节点多播位址（Solicited-node multicast address）
- ff02::1:FFXX:XXXX－XX:XXXX為相對應的單播或任播位址中的三個最低的位元組。

IPv4轉譯位址
- ::ffff:x.x.x.x/96－用於IPv4映射位址。（參見以下的转换机制）。
- 2001::/32－用於Teredo隧道。
- 2002::/16－用於6to4。

ORCHID
- 2001:10::/28－ORCHID (Overlay Routable Cryptographic Hash Identifiers)（RFC 4843）。這些是不可遶送的IPv6位址，用於加密雜湊識別。

文件
- 2001:db8::/32－這前置用於文件（RFC 3849）。這些位址應用於IPV6位址的範例中，或描述網路架構。

遭捨棄或刪除的用法
- ::/96－這個前置曾用於IPv4相容位址，現已刪除。
- fec0::/10－這個站点本地前置指明這位址只在組織內合法。它已在2004年9月的RFC3879中捨棄，並且新系統不應該支援這類型的位址。

## IPv6封包
IPv6封包由两个主要部分组成：头部和负载。

IPv6封包的架構說明

包头是包的前320比特，并且包含有源和目的地址，协议版本，通信类别（8位元，包优先级），流标记（20位元，QoS服务质量控制），分组长度（16位），下一个头部（用于入栈解码，类似IPv4中的协议号），和跳段数限制（8位元，生存时间，相当于IPv4中的TTL）。后面是负载。MTU至少1280字节长，在常见的以太网环境中为1500字节。负载在标准模式下最大可为65535字节，如果扩展报头设置了“jumbo payload”选项，则长度值被置为0。
IPv6曾有两个有着细微差别的版本；在 RFC 1883 中定义的原始版本（现在废弃）和 RFC 2460 中描述的现在提议的标准版本。两者主要在“通信类别”这个选项上有所不同，它的位数由4位变为了8位。其他的区别都是微不足道的。
由于分片（Fragmentation）只在IPv6的主机中处理，而IPv6也要求实现“MTU路径发现”来避免数据包需要被中间设备分片，所以IPv4头涉及分片的字段从IPv6基本头移出至专用的分片扩展报头中。
在IPv6中，可选项都被从标准头部中移出并在协议字段中指定，类似于IPv4的协议字段功能。

## IPv6和域名系统
IPv6地址在域名系统中为执行正向解析表示为AAAA记录（所谓4A记录，类似地，IPv4表示为A记录（A record））；反向解析在ip6.arpa（原先是ip6.int）下进行，在这里地址空间为半字节16进制数字格式。这种模式在RFC 3596给与了定义。
AAAA模式是IPv6结构设计时的两种提议之一。另外一种正向解析为A6记录。也有一些其他的创新像二进制串标签和DNAME记录等。RFC 2874和它的一些引用中定义了这种模式。
AAAA模式只是IPv6域名系统的简单概括，A6模式使域名系统中检查更全面，也因此更复杂：
- A6记录允许一个IPv6地址在分散于多个记录中，或许在不同的区域；举例来说，这就在原则上允许网络的快速重编号。
- 使用域名系统记录委派地址被DNAME记录（类似于现有的CNAME，不过是重命名整棵树）所取代。
- 一种新的叫做比特标签的类型被引入，主要用于反向解析。

2002年8月的RFC 3363中对AAAA模式给予了有效的标准化（在RFC 3364有对于两种模式优缺点的更深入的讨论）。

## IPv6部署与应用
2004年7月时ICANN声称網際網路的根域名服务器已经经过改进以同时支持IPv6和IPv4。
缺点：
- 需要在整个網際網路和它所连接到的设备上建立对IPv6的支持
- 从IPv4访问时的转换过程中，在网关路由器（IPv6<-->IPv4）还是需要一个IPv4地址和一些NAT（=共享的IP地址），增加了它的复杂性，还意味着IPv6许诺的巨大的空间地址不能够立刻被有效的使用。
- 遗留的结构问题，例如在对IPv6 multihoming支持上一致性的匮乏。

工作：
- 6bone
- ICMPv6
- IPv6 multihoming

部署進度：
- 截至2011年，全球通過IPv6第二階段認證的產品共644項，美國位居首共264種產品通過階段認證，次為日本計143項，台灣居第三，共115項完成階段認證，中國大陸居四，共68件產品通過階段認證[14]。

### 网络层安全
网际网络安全协议（Internet Protocol Security，即IPsec）原本为IPv6开发，但是在IPv4中已经大量部署。IPsec最初是IPv6协议的强制要求，但后来改为可选项。

## 轉換機制
在IPv6完全取代IPv4前，需要一些轉換機制使得只支援IPv6的主機可以連絡IPv4服務，並且允許孤立的IPv6主機及網路可以藉由IPv4設施連絡IPv6網際網路。
在IPv6主機和路由器與IPv4系統共存的時期時，RFC2893（页面存档备份，存于）和RFC2185（页面存档备份，存于）定義了轉換機制。這些技術，有時一起稱作簡單網際網路轉換（SIT，Simple Internet Transition）。包含：
- 運作於主機和路由器之間的雙堆疊IP實作
- 將IPv4嵌入IPv6位址
- IPv6立於IPv4之上的隧道機制
- IPv4/IPv6报头轉換

许多转换机制使用隧道来把IPv6交通包封在IPv4网络中。这个解决方案并不完美，可能会增加延时以及引起路径最大传输单元发现（Path MTU Discovery）的问题，它并不总能运行，因为过时的网络设备可能不支持IPv6。有线电视基础上的Internet访问就是一个例子。在现代的有线电视网络中，光纤同轴混合网（HFC）的核心（比如大型核心路由器）是有可能支持IPv6的。然而，其他网络设备（比如一个线缆调制解调器终端系统（CMTS）)以及用户设备（如线缆调制解调器）会需要软件更新或硬件更新来支持IPv6。这意味着线缆网络运营商必须调整适应隧道直至主干设备支持内部雙堆疊。

### 雙堆疊
雙堆疊（Dual IP stack implementation）是將IPv6視為一種IPv4的延伸，以共享程式碼的方式去實作網路堆疊，其可以同時支援IPv4和IPv6，如此是相對較為容易的。如此的實作稱為“雙堆疊”，並且，一個實作雙堆疊的主機稱為“雙堆疊主機”。這步驟描述於RFC 4213。
目前大部分IPv6的實現使用雙堆疊。一些早期實驗性實作使用獨立的IPv4和IPv6堆疊。

### 隧道
隧道（Tunneling）是另一個用來連結IPv4與IPv6的機制。為了連通IPv6網際網路，一個孤立主機或網路需要使用現存IPv4的基礎設施來攜帶IPv6封包。這可由將IPv6封包裝入IPv4封包的隧道協議來完成，實際上就是將IPv4當成IPv6的連結層。
IP協議號碼的41號用來標示將IPv6資料訊框直接裝入IPv4封包。IPv6亦能加入UDP封包，如為了跨過一些會阻擋協議41流量的路由器或NAT設備。其它流行的封裝機制則有AYIYA和GRE。

#### 自動隧道
自動隧道（Automatic tunneling）指路由設施自動決定隧道端點的技術。RFC 3056建議使用6to4穿隧技術來自動隧道，其會使用41協議來封裝。隧道端點是由遠端知名的IPv4任播位址所決定，並在本地端嵌入IPv4位址資訊到IPv6中。現今6to4是廣泛佈署的。
Teredo是使用UDP封裝的隧道技術，據稱可跨越多個NAT設備。Teredo並非廣泛用於佈署的，但一個實驗性版本的Teredo已安裝於Windows XP SP2 IPv6堆疊中。IPv6，包含6to4隧道和Teredo隧道，在Windows Vista中預設是啟動的。許多Unix系統只支援原生的6to4，但Teredo可由如Miredoo的第三方軟體來提供。
ISATAP藉由將IPv4位址對應到IPv6的链路本地位址，從而將IPv4網路視為一種虛擬的IPv6區域連線。不像6to4和Teredo是站點間的隧道機制，ISATAP是一種站點內機制，意味著它是用來設計提供在一個組織內節點之間的IPv6連接性。

#### 組態隧道（6in4）
在組態隧道中，如6in4隧道隧，隧道端點是要明確組態過的，可以是藉由管理員手動或作業系統的組態機制，或者藉由如tunnel broker等的自動服務。組態隧道通常比自動隧道更容易去除錯，故建議用於大型且良好管理的網路。
組態隧道在IPv4隧道上，使用網際協議中號碼的41號。

### 用於只支援IPv6主機的代理和轉譯
在耗盡所有可使用的IPv4位址後，非常有可能使新加入網際網路的主機只具有IPv6連接能力。對這些須要向後相容以能存取IPv4資源的客戶端，須要佈署合適的轉換機制。
一種轉換技術是使用雙堆疊的應用層代理，如網頁代理伺服器。
一些對於應用程式無法得知但在其低層使用類NAT轉換技術也曾被提出。但因為一般應用層協議所要求的能力其應用太廣，其中大部分都被認定在實際上太不可靠，並且被認為應刪除。

## 主要的IPv6公告
- 在2003年，日本經濟新聞（在2003年被CNET亚洲机构引用）报告中说日本、中国和韩国声称已经决定要在网络技术中寻求领先，将部分参与IPv6的开发并在2005年开始全面采用IPv6[來源請求]。
- ICANN在2004年7月20日发表声明，称DNS根服务器已经建立对应日本（.jp）和韩国（.kr）的顶级域名服务器的AAAA记录，序列号为2004072000。对应法国的（.fr）IPv6记录会再晚一点时间加入。
- 2011年互联网协会将6月8日定为世界IPv6日。包括Google、Facebook和雅虎在内的参与者将在当天对他们的主要服务启用IPv6，以推进互联网工业加速部署全面IPv6支持[25]。
- 2017年11月26日，中共中央办公厅、国务院办公厅印发《推进互联网协议第六版（IPv6）规模部署行动计划》，要求各地各部门贯彻落实。其中主要目标包括：到2018年末，IPv6活跃用户数达2亿，互联网用户中占比不低于20%；到2020年末，IPv6活跃用户数超过5亿，互联网用户中占比超过50%，新增网络地址不再使用私有IPv4地址；到2025年末，中国IPv6网络规模、用户规模、流量规模位居世界第一，网络、应用、终端全面支持IPv6。[26]
- 根據科技資訊網站cnBeta.com，截至2021年4月8日，中國總共獲得IPv6地址塊數量為59,039個/32（即是每段32位元的IPv6地址數目），目前排名第二的美國擁有57,785個/32。[27]

## 参見
- OSI模型
- IPv4
- TCP/IP协议
- CNGI

## 相关的IETF工作组
- 6bone：IPv6 Backbone
- ipng：IP Next Generation (concluded)
- ipv6：IP Version 6
- ipv6mib：IPv6 MIB (concluded)
- multi6：Site Multihoming in IPv6
- v6ops：IPv6 Operations